# Halbe Zijlstra

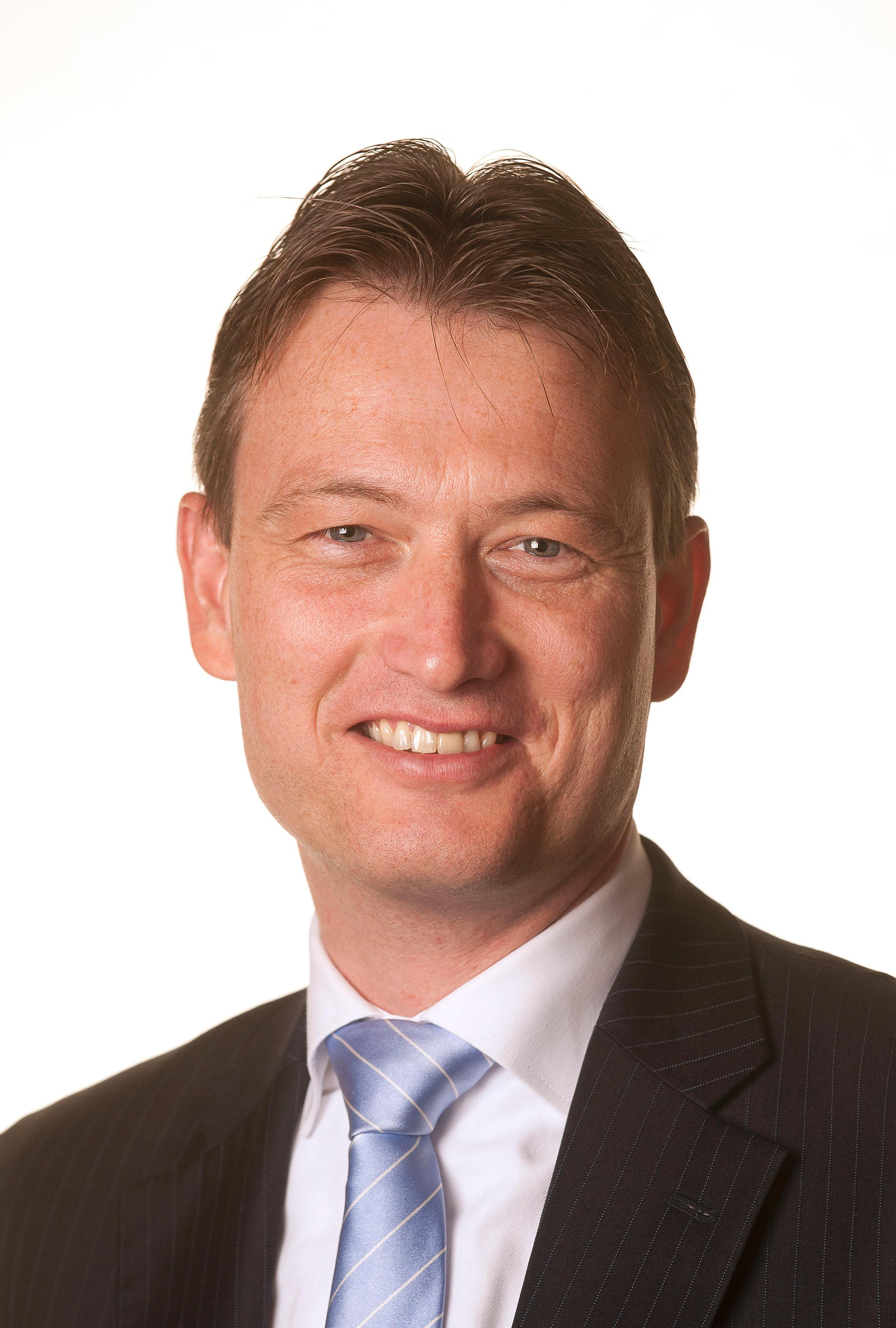
Halbe Zijlstra

Halbe Zijlstra (tiếng Hà Lan phát âm: [ɦɑlbə zɛilstraː], sinh ngày 21 tháng 1 năm 1969) là một chính trị gia người Hà Lan của Đảng Nhân dân Tự do và Dân chủ (VVD). Ông từng là Bộ trưởng Ngoại giao trong nội các Rutte thứ ba từ ngày 26 tháng 10 năm 2017 đến ngày 13 tháng 2 năm 2018.
Ông là lãnh đạo Đảng Dân chủ Tự do và Dân chủ trong Hạ viện từ ngày 1 tháng 11 năm 2012 đến ngày 16 tháng 3 năm 2017 và là thành viên của Hạ viện từ ngày 20 tháng 9 năm 2012 đến ngày 26 tháng 10 năm 2017 và trước đó từ ngày 30 tháng 11 năm 2006 đến ngày 14 tháng 10 năm 2010. Ông là Quốc vụ khanh về Giáo dục, Văn hóa và Khoa học trong nội các Rutte đầu tiên từ ngày 14 tháng 10 năm 2010 đến ngày 5 tháng 11 năm 2012.

## Tiểu sử
Halbe Zijlstra sinh ngày 21 tháng 1 năm 1969 tại Oosterwolde ở Hà Lan. Cha của ông là một thám tử cảnh sát. Ông học trung học ở vwo cấp và nghiên cứu xã hội học tại Đại học Groningen, sau đó ông làm việc cho một số công ty.

### Sự nghiệp chính trị
Zijlstra đã là thành viên của Đảng Nhân dân vì Tự do và Dân chủ kể từ ngày 1 tháng 2 năm 1994. Ông từng là thành viên của hội đồng thành phố Utrecht từ năm 1998 đến năm 2001, và một lần nữa từ năm 2003 đến năm 2006.
Zijlstra được bầu vào Hạ viện trong cuộc tổng tuyển cử năm 2006, thành nghị sĩ vào ngày 30 tháng 11. Trong nhà, ông là phát ngôn viên đảng của ông về chăm sóc, năng lượng, thể thao, giáo dục đại học và khoa học và công nghệ sinh học. Ngay sau cuộc bầu cử, ông đã giới thiệu một dự luật với các biện pháp để giải quyết các kẻ hooligan bóng đá cùng với ông Hans Spekman, và trong năm 2007 dự luật được Guusje ter Horst chấp thuận, người đã trở thành Bộ trưởng Bộ Nội vụ và Quan hệ Hoàng gia trong năm đó.